# Буксгаймський монастир
47°59′58″ пн. ш. 10°08′02″ сх. д. / 47.9995° пн. ш. 10.1338° сх. д.

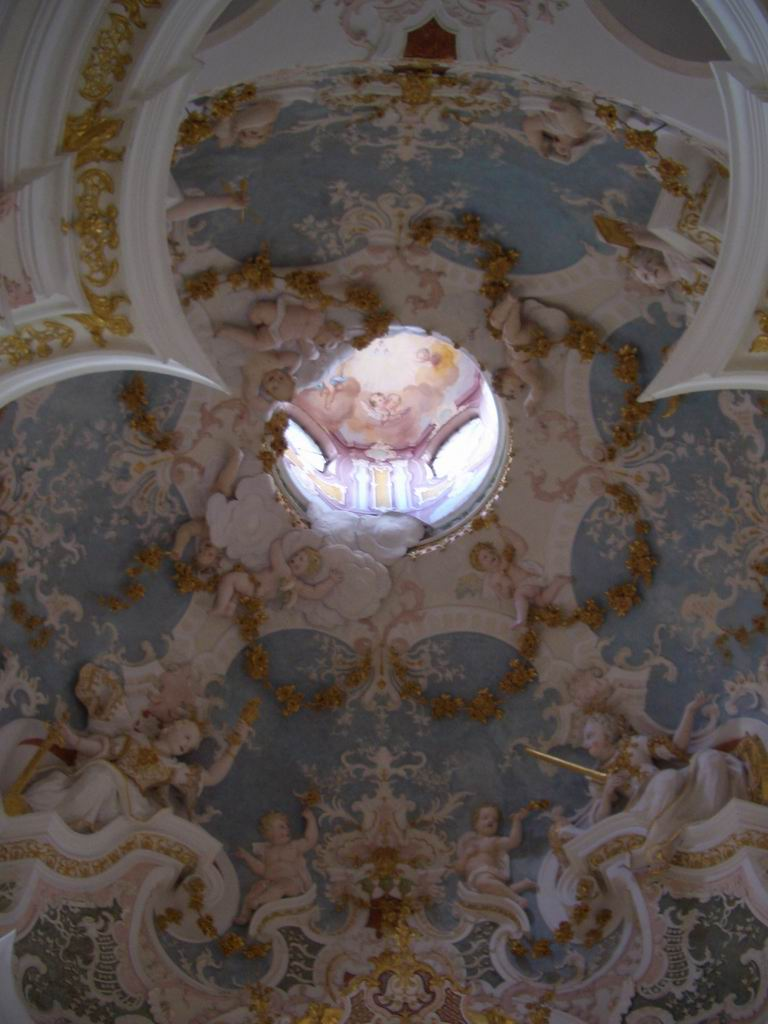
Каплиця св. Анни, оздоблення Домінікуса Циммерманна.

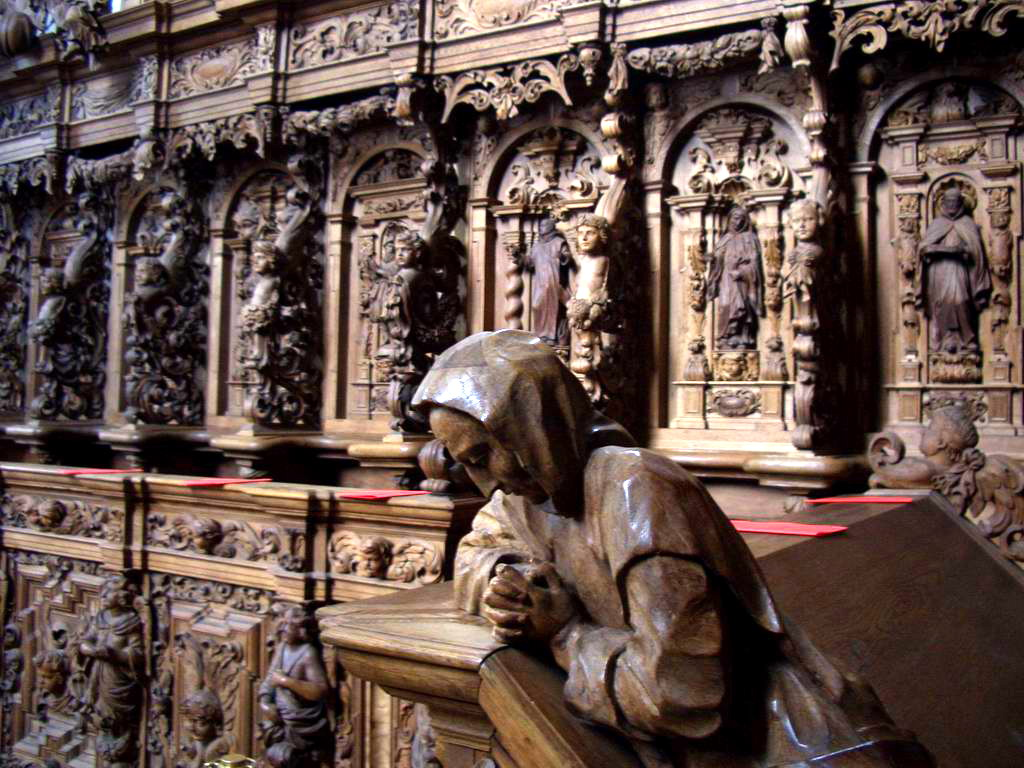
Хори абатської церкви, робота Іґнаца Вайбла.

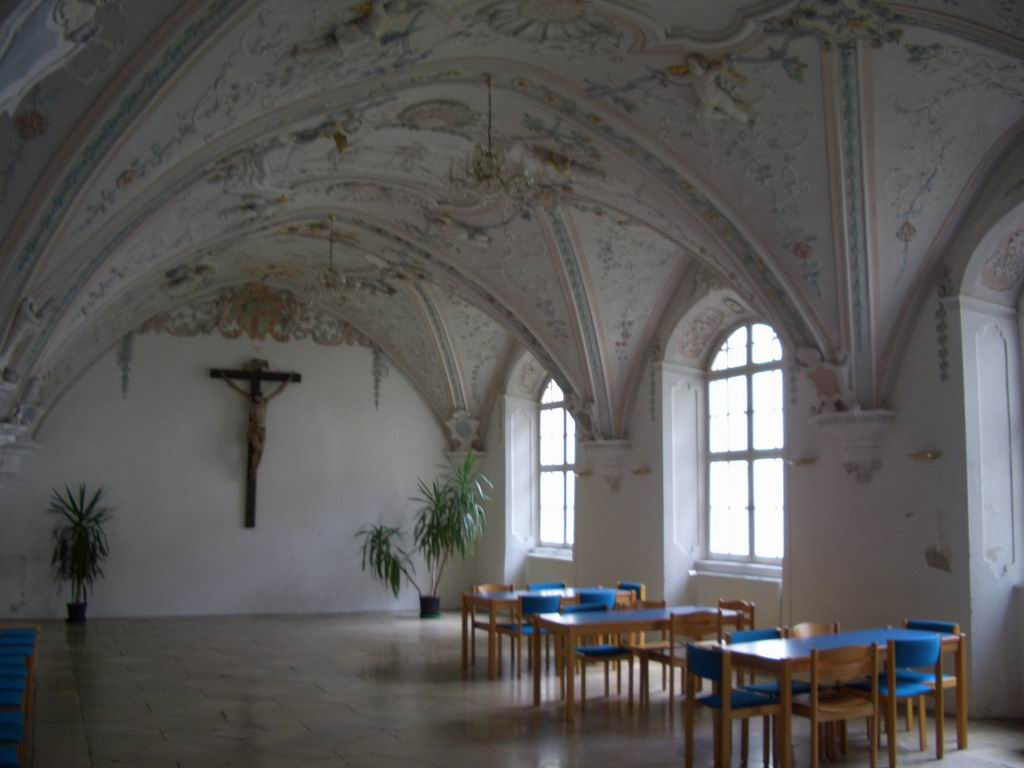
Трапезна із стелею у стилі рококо.

Буксгаймський приорат (нім. Kloster Buxheim або Reichskartause Buxheim) — колишній картезіанський (найбільший у Німеччині), а тепер салезіанський монастир у Буксгаймі, поблизу Меммінґена (Баварія).

## Історія
Буксгайм належав до середини X століття капітулу Аугсбургського кафедрального собору, який у 1100 р. заснував тут дім для каноників присвячений Нашій Дорогій Пані.
У 1402 р., після довгого періоду занепаду, тодішній пробст Гейнріх фон Еллербах у сподіванні врятувати Буксгайм передав його картезіанцям, діяльність яких виявилась дуже успішною, як для духовного, так і для матеріального піднесення монастиря. Але велике багатство монастиря викликало ворожі наміри сусіднього міста Меммінґен, яке в період Реформації у 1546 р. зайняло та конфіскувало його володіння. Однак пріор монастиря Дітріх Логер завдяки своїм дипломатичним навичкам зумів домогтись прихильності імператора Карла V, який надав приорату у 1548 р. статус reichsfrei (імперської вільності), який звільняв монастир від будь-якого іншого підпорядкування окрім, як імператору. Так чином Буксхайм був єдиним картезіанським монастирем, що отримав цей статус — Reichskartause.
Монастир зазнав секуляризації у 1802 р., а його власність перейшла до графів Остейн, які дозволили громаді залишитись у монастирі. У 1809 р. пріорат став власністю графів Вальдботт фон Бассенхейм, що у 1812 р. зробили з нього замок. Будівлі монастиря перейшли до держави у 1916 р., а у 1926 р. вони були придбані салезіанцями.

## Монастирські будівлі
Частина будівель абатства були відреставровані у стилі рококо Домінікусом Циммерманном: абатська церква, каплиця св. Анни та парафіяльна церква. Одним із шедеврів бароко є різьблені хори абатської церкви, що створені тірольським скульптором та різьбярем Іґнацом Вайблем між 1687 та 1691 рр.